# Crvotočine
Crvotočine (lat. Lycopodiaceae), porodica izospornih papratnjača, jedina u redu Lycopodiales u razredu crvotočnica (Lycopodiopsida). Ime nosi po rodu zeljastih vazdazelenih trajnica Lycopodium, hrvatski nazivan crvotočina,  vilin vinac ili prečica. Biljke su porijeklom uglavnom iz tropskih planina, ali su također uobičajene u sjevernim šumama obje hemisfere.
Crvotočinama pripada nekih 400 vrsta vaskularnih biljaka bez sjemena. Taksonomija obitelji bila je sporna, a broj rodova varira ovisno o izvoru. 

## Opis
Članovi Lycopodiaceae nisu spermatofiti i stoga ne proizvode sjeme. Umjesto toga proizvode spore, koje su uljaste i zapaljive, a ekonomski su najvažniji aspekt ovih biljaka. Spore su iste veličine (tj. biljke su izospore) i nose se na posebnoj strukturi na vrhu izdanka zvanom strobilus (množina: strobili), koji podsjeća na sićušnu bojnu toljagu, od čega potječe opći engleski naziv “clubmosses”. Članovi porodice dijele zajedničku značajku posjedovanja mikrofila, što je "mali list s jednom žilicom, koji nije povezan s lisnim razmakom u središnjem vaskularnom sustavu."  Kod Lycopodiaceae, mikrofili često gusto pokrivaju stabljiku linearno, ljuskasto ili su stisnuti uz stabljiku, a listovi su nasuprotni ili spiralno raspoređeni. Mahovine “clubmosses” obično narastu do visine od 5 do 20 cm. Gametofiti u većini vrsta su nefotosintetski i mikoheterotrofni, ali potporodica Lycopodielloideae i nekoliko vrsta u potporodici Huperzioideae imaju gametofite s gornjim zelenim i fotosintetskim dijelom, te bezbojnim donjim dijelom u kontaktu s hifama gljiva.  

## Taksonomija
Porodica Lycopodiaceae smatra se bazalnom unutar Lycopodiopsida (likofiti). Jedna hipoteza za uključene evolucijske odnose prikazana je u kladogramu u nastavku.
|  | Lycopodiaceae                                                  |
|  |                                                                |
|  | \| \| Isoetaceae \| \| \| \| \| \| Selaginellaceae \| \| \| \| |
|  |                                                                |
|  | Isoetaceae                                                     |
|  |                                                                |
|  | Selaginellaceae                                                |
|  |                                                                |

|  | Isoetaceae      |
|  |                 |
|  | Selaginellaceae |
|  |                 |

Unutar porodice postoji podrška za tri podskupine. Godine 2016. Field et al.. predložio da je primarna podjela između Lycopodielloideae plus Lycopodioideae i Huperzioideae (naziva sensu PPG I).
|  | \| \| Lycopodielloideae (Lycopodiella s.l.) \| \| \| \| \| \| Lycopodioideae (Lycopodium s.l.) \| \| \| \| |
|  | |
|  | Huperzioideae (Huperzia s.l.)                                                                              |
|  | |
|  | Lycopodielloideae (Lycopodiella s.l.)                                                                      |
|  | |
|  | Lycopodioideae (Lycopodium s.l.)                                                                           |
|  | |

|  | Lycopodielloideae (Lycopodiella s.l.) |
|  |                                       |
|  | Lycopodioideae (Lycopodium s.l.)      |
|  |                                       |

Postoji oko 400 poznatih vrsta u obitelji Lycopodiaceae. Izvori se razlikuju u tome kako ih grupiraju u rodove. Field i sur. (2016) kažu da je "Većina vrsta Lycopodiaceae ponovno klasificirana u različite rodove nekoliko puta, što dovodi do nesigurnosti oko njihove najprikladnije generičke identifikacije."  U sustavu PPG I, obitelj ima 16 prihvaćenih rodova, grupiranih u tri podfamilije , Lycopodielloideae, Lycopodioideae i Huperzioideae, djelomično temeljeno na molekularnim filogenetskim studijama. Huperzioideae se razlikuju po stvaranju spora u malim bočnim strukturama u pazušcima listova, i predloženo je da se prepoznaju kao zasebna obitelj. Drugi izvori koriste manje rodova; na primjer, tri roda smještena u potporodicu Huperzioideae u PPG I, Huperzia, Phlegmariurus i Phylloglossum, također su svi tretirani unutar široko definirane Huperzia.

## Rasprostranjenost i stanište
Pripadnici Lycopodiaceae kopnenog su ili epifitskog staništa i najrašireniji su u tropskim planinskim i alpskim sredinama.(Judd; et al., 2015) Iako su Lycopodiaceae najzastupljenije u ovim regijama, one su kozmopolitske, isključujući sušna okruženja.

## Evolucija
Lycopodiaceae (homosporni likofiti) odvojili su se od grane koja vodi do Selaginella i Isoetes (heterosporni likofiti) prije otprilike ~400 milijuna godina, tijekom ranog devona. Dvije podporodice Lycopodioideae i Huperzioideae razdvojile su se prije ~350 milijuna godina, ali su evoluirale tako sporo da je oko 30% njihovih gena još uvijek u sintetičkim blokovima (ostali u istom rasporedu). Također su prošli kroz neovisna dupliciranja cijelog genoma. Kod većine biljaka većina dupliciranih gena se gubi relativno brzo kroz diploidizaciju, ali u ovoj skupini oba skupa gena imaju tendenciju da se zadrže uz relativno malo izmjena, čak i nakon stotina milijuna godina nakon događaja duplikacije.   Spore pokazuju da se krunska skupina Lycopodiaceae pojavila na granici trijasa i jure, prije oko 200 milijuna godina,  s članom krunske skupine Lycopodioideae poznatim iz rane krede Kine.

## Vrste u Hrvatskoj
U Hrvatskoj rastu jednoljetna crvotočina šumska ili puzava prečica (Lycopodium annotinum) i obična, kijačasta crvotočina ili kijačasta prečica (Lycopodium clavatum), obje su ljekovite. Od drugih rodova prisutne su i sploštena crvotočina (Diphasiastrum complanatum), vražji papak (Huperzia selago), koja raste po planinskim crnogoričnim šumama. Cretna crvotočina (Lycopodiella inundata), rijetka je vrsta.
Sastoji se od 4 potporodice s 472 vrste unutar 17 rodova

## Rodovi
1. Lycopodielloideae W. H. Wagner & Beitel ex B. Øllg.
  1. Lycopodiella Holub  (12 spp.)
  2. Pseudolycopodiella Holub (16 spp.)
  3. Lateristachys Holub (3 spp.)
  4. Palhinhaea Franco & Vasc. (27 spp.)
  5. Brownseya Li Bing Zhang, L. D. Sheph., D. K. Chen, X. M. Zhou & H. He (1 sp.)
2. Lycopodiastroideae Li Bing Zhang & X.M.Zhou, 2022
  1. Lycopodiastrum Holub ex R. D. Dixit (1 sp.)
3. Lycopodioideae W. H. Wagner & Beitel ex B. Øllg.
  1. Diphasium C. Presl ex Rothm. (4 spp.)
  2. Dendrolycopodium A. Haines (5 spp.)
  3. Austrolycopodium Holub (7 spp.)
  4. Pseudodiphasium Holub (1 sp.)
  5. Pseudolycopodium Holub (1 sp.)
  6. Lycopodium L. (7 spp.); − crvotočina, prečica, vilin vinac
  7. Spinulum A. Haines (2 spp.)
  8. Diphasiastrum Holub (19 spp.); − difazijastrum.
4. Huperzioideae W. H. Wagner & Beitel ex B. Øllg.
  1. Phylloglossum Kunze (1 sp.)
  2. Phlegmariurus (Herter) Holub (307 spp.)
  3. Huperzia Bernh. (62 spp.); Bernh., − huperzija, hupercija, đavolji nokat
5. Lycopodites Lindley & W. Hutton, 1833 †
6. Lycoxylon B.P. Srivastava, 1944 †
7. Mesostrobus J. Watson, 1909 †
8. Sagenaria A.T. Brongniart, 1822 †